# Australosyodon nyaphuli
Australosyodon nyaphuli è un terapside estinto, appartenente ai dinocefali. Visse nel Permiano medio (circa 265 milioni di anni fa) e i suoi resti fossili sono stati ritrovati in Sudafrica.

## Descrizione
Questo animale doveva essere molto simile ad altri dinocefali di medie dimensioni, come Syodon della Russia. Australosyodon possedeva un cranio alto e stretto, lungo circa 26 centimetri, e la lunghezza totale dell'animale doveva essere probabilmente di circa 1,8 metri. La parte superiore del cranio mostra il tipico ispessimento dei dinocefali. In generale vi sono molte somiglianze con il cranio di Syodon, anche se si riscontrano differenze nella forma e nel grado di sviluppo della pachiostosi cranica. Le zanne erano compresse lateralmente e mostravano una parte centrale tagliente lungo il margine posteriore. La forma, il numero e la disposizione dei denti sono tra le altre caratteristiche che permettono di distinguere Australosyodon e Syodon (Rubidge, 1994). 

## Classificazione
I primi fossili di questo animale vennero trovati negli anni '80 nei pressi del villaggio di Prince Albert Road nella regione del Karroo (Sudafrica), e vennero descritti per la prima volta nel 1994 da Bruce S. Rubidge. I resti, ritrovati nella "zona a Eodicynodon", la parte inferiore del Beaufort Group sudafricano, indicano la presenza di terapsidi molto primitivi nell'emisfero meridionale. Australosyodon nyaphuli è infatti considerato un membro arcaico degli anteosauri, un gruppo di terapsidi dinocefali, ed è il più antico rappresentante del gruppo rinvenuto nell'emisfero meridionale. Come Syodon, anche Australosyodon era sprovvisto delle caratteristiche tipiche dei membri più derivati degli anteosauri, come le protuberanze ossee sulla mandibola di Anteosaurus e Titanophoneus. Syodon e Australosyodon sono quindi ritenuti stretti parenti e classificati in una sottofamiglia distinta, Syodontinae, insieme ad altri generi come Notosyodon e Pampaphoneus (Kammerer, 2011).